# Ailurinae
Ailurinés
Sous-famille
Les Ailurinés (Ailurinae) sont une sous-famille de mammifères de l'ordre des Carnivores.

## Liste des genres
Selon BioLib (4 mai 2019) :
- genre Ailurus F. Cuvier, 1825
- genre Magerictis Ginsburg, Morales, D. Soria, E. Herraez, 1997 †
- genre Parailurus Schlosser, 1899 †
- genre Pristinailurus Wallace & Wang, 2004 †